# Store Tverråtinden
De Store Tverråtinden is een berg behorende bij de gemeente Lom in de provincie Oppland in Noorwegen. De berg, gelegen in Nationaal park Jotunheimen, heeft een hoogte van 2309 meter.
De Store Tverråtinden is onderdeel van het gebergte Jotunheimen.